# Spirantisation
En linguistique, la spirantisation est un type de modification phonétique qui consiste en la transformation d'une consonne occlusive en une consonne fricative (on parle alors plus précisément de fricatisation) ou spirante. 
Il s'agit physiquement d'un resserrement du canal buccal pour prononcer ces consonnes fricatives et constrictives :
- synchronique, en breton : penn « tête » > ma fenn « ma tête ». La spirantisation est dans ce cas un type de mutation consonantique ;
- diachronique, en français : le latin habere est devenu en français avoir.

La spirantisation manifeste un affaiblissement articulatoire, qui élève la consonne concernée sur l'échelle de sonorité, et peut constituer un type de lénition.
En linguistique berbère, le terme spirantisation a deux sens : il peut s'agir d'un développement spécifique à certains parlers berbères, mais il être pris aussi dans son sens linguistique général pour dénoter ainsi le changement d'un plosif en fricatif.